# Μ子
μ子（渺子，muon）是一种带有一个单位负电荷、自旋为1/2的基本粒子。μ子与同属于轻子的电子和τ子具有相似的性质，人们至今未发现轻子具有任何内部结构（理論上，這是因為重夸克組經過弱作用力衰變時，同時，重夸克組內部結構的強子共振生命期結束--注意到這過程需遵守狹義相對論規範的因果律，蛻變成較輕的輕子如電子，並因質能虧損放出能量由做周期味變換的基本粒子如微中子家族帶走）。历史上，人們曾经将μ子称为μ介子，但现代粒子物理学认为μ子并不属于介子（參見历史）。
每一种基本粒子都有与之对应的反粒子，μ子的反粒子是反μ子(反渺子,antimuon)。反μ子（μ+）与μ子（μ-）相比只是带一个单位的正电荷，质量、自旋等性质完全相同，因此又叫做正μ子。
与其他带电的轻子一样，μ子有一个与之伴随的中微子——μ中微子（νμ）。μ中微子与电中微子νe参与的反应不同，是两种不同的粒子。

## 性质
μ子的质量为105.7MeV/c2，大约是电子质量的206~207倍。由于μ子的性质与电子相似，因而可以把μ子想象成一个靜止質量“加重版”的电子。由于质量較電子為大，μ子在电磁场中的加速和偏转比电子要慢，发出的轫致辐射也较电子少，这使得μ子比相同能量的电子能够穿透更厚的物质。例如，宇宙射线中的μ子能够穿透厚达数十萬米的大气层到达地表，甚至能到达数百米深的矿井之中。
μ子的质量和能量远大于常见放射性衰变的衰变能，因此μ子不能通过放射性衰变产生。μ子可以在加速器上进行的高能物理实验中通过强子参与的核反应产生，此外，宇宙射线与地球大气作用也会产生大量μ子，这也是已知唯一的天然的μ子来源（见来源）。
μ子是一种不稳定的亚原子粒子，平均寿命为2.2微秒。与其他不稳定的亚原子粒子相比，μ子的寿命相对较长（仅短于中子的881.5秒）。

## 历史
μ子最早由卡尔·安德森和赛斯·内德梅耶于1936年发现。他们在研究宇宙射线在电磁场中的运动时，发现了一种弯曲程度不同于电子和其他已知粒子的径迹。根据在磁场中的偏转方向能够判断这种粒子带有带负电，对于同样的速度，这种粒子的偏转半径比电子的大得多，同时又比质子的小的多。他们假定这种粒子带有与电子相同的电荷量，由此他们计算出这种粒子的质量介于电子和质子之间，大约是电子的200倍，据此他们将这种粒子命名为“mesotron”，意為“中间的粒子”。1937年，J. C. Street 和 E. C. Stevenson 在云室实验中再次确认了μ子的存在。
在此之前，日本理论物理学家汤川秀树已经预言过介子的存在

“对海森堡和费米的理论作如下改进是很自然的，重粒子从中子态到质子态的跃迁不总是伴随着轻粒子的发射，有时也会发射另一个重粒子。”

由于质量与预言的范围相符，人们认为μ子就是汤川秀树理论中的介子，因此将它称为μ介子（mu meson）。但是后来发现μ子并不参与强相互作用，从而与理论不符。汤川预言的粒子直到1947年才（同样是从宇宙射线中）被发现。在此之前，介子指的是质量介于电子和质子之间的（那种）粒子，为了区别这两种“介子”，将之前安德森发现的并被称为“μ介子”（希腊字母小写μ），而这种新的介子则被称为π介子。
后来，更多的介子在加速器实验上被人们发现，最终人们发现最早发现的μ介子不仅与π介子性质差异很大，而且与其他介子的性质差异也很大。这种差异主要有以下几点：
1. π介子和其他新发现的介子能够参与强相互作用，而μ介子不能；
2. 新发现的介子在核反应中的行为与π介子相似，而与μ介子不同；
3. μ介子衰变后产生一个中微子和一个反中微子，而π介子和其他介子则产生一个中微子或一个反中微子。

直到1970年代，粒子物理的标准模型建立以后，人们才最终明白，除μ介子以外的其他所有介子都是强子，即由夸克组成的粒子，因而可以参与强相互作用。在夸克理论中，介子不再根据粒子的质量来定义，而是重新定义为“由两个夸克（一个正夸克和一个反夸克）构成的粒子”（由三个夸克构成的粒子叫做重子）。此时人们发现，μ介子并不存在夸克结构，是一种类似于电子的基本粒子。从此人们不再称其为“μ介子”，而是简单地称为μ子（muon）。

大气中次级宇宙射线的产生过程

理论计算可知若想产生μ子，粒子的质心系能量要大于105.7MeV，在核反应中这个能量是相当大的，因而通常的放射性衰变、核裂变甚至是核聚变都无法产生μ子。只有裂变中产生的单核子事件有可能超过此能量，但是这样产生单个的μ子的反应中的量子数不守恒，从而不会发生（见衰变）。
在地球上，大部分天然产生的μ子来源于宇宙射线。在初级宇宙射线（最初照射到地球上的宇宙射线）中，有大约89%是质子，这些质子来自宇宙深处，具有非常高的能量。这些质子与地球外围大气中的分子发生碰撞，产生π介子。π介子在经过一段相对较短（米量级）的距离后就衰变为μ子和中微子。高空观测表明大多数的μ子是在海平面15公里左右产生的，产生的μ子能量很高，它们几乎保持着原来质子的方向以接近光速的速度冲向地面。

### 与狭义相对论的关系
若根据经典力学的速度公式，以2.2微秒的平均寿命计算，产生的μ子运动的平均距离只有约660公尺，这样一来似乎只有极少数的μ子能够穿过15公里的大气到达地面。但是事实上在海平面能够观测到的μ子事例（大约1000个/(平方米·分钟)）数量远高于这一预计，这需要用狭义相对论来解释。2.2微秒是μ子静止时的平均寿命，根据狭义相对论的钟慢效应，若以地面作为参照系，μ子是在高速运动着的，因此它的时间会变慢。μ子的速度越是接近光速，时间变慢越明显，因此在地球上的观察者看来，μ子的寿命比2.2微秒长得多，所以大部分μ子能够在衰变前到达地面。若以μ子作为参照系，它的寿命仍是2.2微秒，但地面却是相对于自身以接近光速的速度“迎面扑来”，根据狭义相对论的尺缩效应，原本厚达15公里的大气层变得很薄，大部分的μ子能够在衰变前穿过这一厚度。需要注意的是以上两种分析是完全等价的，这一实验也被认为是证明相对论效应存在的经典证据。
在到达海平面的宇宙射线（次级宇宙射线）中，μ子占了超过一半的比例，剩余主要是中子、正负电子和π介子。由于具有很强的穿透力，在几百米深的地下或山体中进行的科学实验（如中微子探测实验）中也需要认真考虑μ子的影响。
上面描述的初级宇宙射线中质子打出π介子，进而衰变成μ子的反应，也可以通过高能加速器来产生。加速器能够产生通量很高的μ子束流，用于多种科学实验。

## 衰变

μ子最常见的衰变方式

μ子是一种不稳定的基本粒子，通过弱相互作用发生衰变，最常见的衰变路线为一个电子、一个反电中微子和一个μ中微子：
{\displaystyle \mu ^{-}\to e^{-}+{\bar {\nu }}_{e}+\nu _{\mu },}
反μ子对应的衰变方式是它的镜像：
{\displaystyle \mu ^{+}\to e^{+}+\nu _{e}+{\bar {\nu }}_{\mu }}.
由费米黄金定则得到的μ子衰变宽度为
{\displaystyle \Gamma ={\frac {G_{F}^{2}m_{\mu }^{5}}{192\pi ^{3}}}I\left({\frac {m_{e}^{2}}{m_{\mu }^{2}}}\right),}
其中{\displaystyle I(x)=1-8x-12x^{2}\ln x+8x^{3}-x^{4}}，而{\displaystyle G_{F}^{2}}是费米耦合常数。
μ子衰变中电子的衰变分布由四个米歇尔参量{\displaystyle \rho ,\eta ,\xi } 和 {\displaystyle \delta }来描述，这些参数的值能够由标准模型准确得到。将标准模型预测的参数代入后得到的衰变宽度的表达式为：
{\displaystyle {\frac {d^{2}\Gamma }{dx\,d\cos \theta }}\sim x^{2}[(3-2x)+P_{\mu }\cos \theta (1-2x)].}
将此式对电子能量积分即得生成电子的角分布：
{\displaystyle {\frac {d\Gamma }{d\cos \theta }}\sim 1-{\frac {1}{3}}P_{\mu }\cos \theta .}
所有方向上电子的能量分布为：
{\displaystyle {\frac {d\Gamma }{dx}}\sim (3x^{2}+2x^{3}).}
通过实验测量到的结果与标准模型的预言符合得很好，这是对弱相互作用时空结构很好的一个检验。
由于μ子通过弱相互作用进行衰变，因此不满足宇称守恒。用{\displaystyle \cos \omega t}代替米歇尔参量中的{\displaystyle \cos \theta }，其中{\displaystyle \omega }是μ子在匀强磁场中做拉莫尔进动的频率，即拉莫尔频率：
{\displaystyle \omega ={\frac {egB}{2m}}}
其中m是μ子的质量，e是电子电量，g是μ子的g-因數（g-factor），B是磁场的磁感应强度。
不通过发射中微子发生的μ子衰变虽然在能量上看是允许的，但是被标准模型禁止。如以下两种衰变因不满足味量子数守恒而禁戒：
{\displaystyle \mu ^{-}\to e^{-}+\gamma }
{\displaystyle \mu ^{-}\to e^{-}+e^{+}+e^{-}}.
如果在实验中发现以上衰变道，将成为支持标准模型以外理论的证据。对上述衰变道的实验测量已经持续了几十多年，MEG给出的最新实验结果显示：{\displaystyle \mu ^{-}\to e^{-}+\gamma }反应分支比的上限为2.4×10−12。

## μ原子
μ子是人类发现的第一种在不存在于原子内部的基本粒子，但是由于μ子可以被看做是一个加重了的电子，它有时可以取代原子中的一个电子而形成类原子结构，这种结构被称为μ原子，如一个μ子能够取代氢原子中唯一的电子而形成“μ-氢原子”。μ-氢原子的半径比氢原子小得多，因为μ子的质量比电子大，形成原子的基态波函数更向原子核集中。在有多个电子的原子中，当只有一个电子被μ子取代的情况下，测量到的原子的半径主要由其他的电子决定，因而基本上保持不变。但是在这种原子中μ子的轨道半径仍然要比其他电子的小很多。由原子核和μ子组成的原子核具有更小的库仑障壁，因而有可能在室温下发生冷聚变。
μ-氦原子是一个μ子取代了氦4原子中的一个电子后形成的。μ-氦原子中μ子距离氦核很近，中和掉了一个质子的电量，因而可以近似被当成是氢的一种同位素。在这种“同位素”中，核内含有两个质子、两个中子和一个μ子，只有一个核外电子。由于μ子的质量近似是0.1原子质量，因而称这种同位素为“氢4.1”。μ-氦原子可以跟其他原子结合形成分子，在化学反应上的行为更像是一个氢原子而非氦原子。
一个正μ子也可以与一个电子结合，形成一个以正μ子为“原子核”的奇异原子，称为μ子素，这时的正μ子可以当成一个的氢的一种假同位素。由于质量只有质子的1/9，μ子素的玻尔半径与氢原子的很接近。这种短寿命的“原子”的化学性质类似于氕、氘和氚。

## 应用
宇宙射线中的μ子可以被看作是“免费”的粒子源，μ子的强穿透能力使它可以穿透很厚的屏蔽层从而用于对重元素材料的检测。1955年, George E P利用μ子注量在地下的衰减测量了岩层的厚度。后来Alcarez L 等人将该方法应用于大的建筑物考古成像及地质结构的测量。近年来μ子成像技术得到了关注和研究，即利用μ子穿过原子质量不同的物质时具有不同的散射角原理，对大型物质进行辐射成像。这种新型的检测方法应用于核安全领域，能够有效探测到封装良好的核材料，如铀-235、钚-239等。

## 资料来源
1. ↑  K. Nakamura et al. (Particle Data Group), J. Phys. G 37, 075021 (2010), URL: http://pdg.lbl.gov （页面存档备份，存于）
2. ↑  MuLan Collaboration; Chitwood; Banks; Barnes; Battu; Carey; Cheekatmalla; Clayton; Crnkovic. . Phys.Rev.Lett.99:032001,2007. 2007, 99 (3). Bibcode:2007PhRvL..99c2001C. arXiv:0704.1981 . doi:10.1103/PhysRevLett.99.032001.
3. ↑  . CERN.   [2012-09-20]. （原始内容存档于2000-10-27）.
4. ↑  Street, J.; Stevenson, E. . Physical Review. 1937, 52 (9): 1003. Bibcode:1937PhRv...52.1003S. S2CID 1378839. doi:10.1103/PhysRev.52.1003.
5. ↑  Yukaya Hideka, On the Interaction of Elementary Particles 1, Proceedings of the Physico-Mathematical Society of Japan (3) 17, 48, pp 139–148 (1935). (Read 17 November 1934)
6. ↑  S. Carroll (2004). Spacetime and Geometry: An Introduction to General Relativity. Addison Wesly .p.204
7. ↑  Mark Wolverton. . Scientific American. September 2007, 297 (3): 26–28.
8. ↑  相对论简介 [永久]
9. ↑  T. K. Gaisser; T. Stanev. . Phys. Lett. B. 2004, 592: 228–234.
10. ↑  . Department of Physics and Astronomy, Georgia State University.   [2012-09-21]. （原始内容存档于2022-02-16）.
11. ↑   (新闻稿). Daya Bay Collaboration. 1 Dec 2006.
12. ↑   (新闻稿). 布鲁克海文国家实验室. 30 July 2002  [2009-11-14]. （原始内容存档于2007-04-08）.
13. ↑  J. Adam et al. (MEG Collaboration). . Physical Review Letters. 2011, 107 (17): 171701–171805. Bibcode:2011PhRvL.107q1801A. arXiv:1107.5547 . doi:10.1103/PhysRevLett.107.171801.
14. ↑  “冷聚变”是伪科学吗？[永久]
15. ↑  Fleming, D. G.; Arseneau, D. J.; Sukhorukov, O.; Brewer, J. H.; Mielke, S. L.; Schatz, G. C.; Garrett, B. C.; Peterson, K. A.; Truhlar, D. G. . Science. 28 Jan 2011, 331 (6016): 448–450. Bibcode:2011Sci...331..448F. PMID 21273484. doi:10.1126/science.1199421. （原始内容存档于2011-11-17）.
16. ↑  GEORGE E P. . Commonwealth Engineer 1955,1. 1955.
17. ↑  ALVAREZ L; ANDERSON J; BEDWEI F. . Science, 1969, 167. 1969.
18. ↑  Hohlmann Marcus; Ford Patrick; Gnanvo Kondo; Helsby Jennifer; Pena David; Hoch Richard; Mitra Debasis. . IEEE Transactions on Nuclear Science, vol. 56, issue 3. 2009. doi:10.1109/TNS.2009.2016197.
19. ↑  庞洪超; 刘森林; 王红艳. . 辐射防护, 2011(31). 2011.

## 外部連結
- http://arxiv.org/ftp/physics/papers/0003/0003023.pdf （页面存档备份，存于）
- https://web.archive.org/web/20041213184419/http://www.bartleby.com/65/el/elemparTABLE.html
- http://www.pbs.org/wgbh/nova/elegant/part-flash.html （页面存档备份，存于）